# 平瀨信號場

車站配線圖 A:松本 B:田澤

平瀨信號場（日语：／ Hirase shingōjō */?）是位於日本長野縣松本市大字島內平瀨的東日本旅客鐵道（JR東日本）篠之井線線路所。

## 車站結構
擁有2條安全側線，其中上行方向限速為60km/h。

## 車站周邊
- 平瀨綠地
- 國道19號
- 國道147號

## 历史
- 1965年（昭和40年）9月27日：開業。
- 1987年（昭和62年）4月1日：國鐵分割民營化，成為東日本旅客鐵道的一個車站。

## 相鄰車站
東日本旅客鐵道
■篠之井線
松本－（平瀨信號場）－田澤